# Iwan Bakulin
Iwan Nikołajewicz Bakulin (ros. Иван Николаевич Бакулин, ur. 1906, zm. 1963) – radziecki dyplomata.

## Życiorys
Członek WKP(b), od 1939 pomocnik kierownika, następnie kierownik Wydziału III Dalekowschodniego Ludowego Komisariatu Spraw Zagranicznych ZSRR, 1940-1942 konsul generalny ZSRR w Urumczi (Chiny), 1942-1943 kierownik Wydziału Kadr Ludowego Komisariatu Spraw Zagranicznych ZSRR. Od 11 listopada 1943 do 23 czerwca 1947 ambasador nadzwyczajny i pełnomocny ZSRR w Afganistanie, od czerwca 1947 do 1948 kierownik Wydziału Bliskowschodniego Ministerstwa Spraw Zagranicznych ZSRR, 1948-1949 kierownik Wydziału Państw Bliskiego i Środkowego Wschodu MSZ ZSRR, od 22 listopada 1949 do 13 lutego 1950 ambasador nadzwyczajny i pełnomocny ZSRR w Pakistanie.